# Districts du canton de Neuchâtel

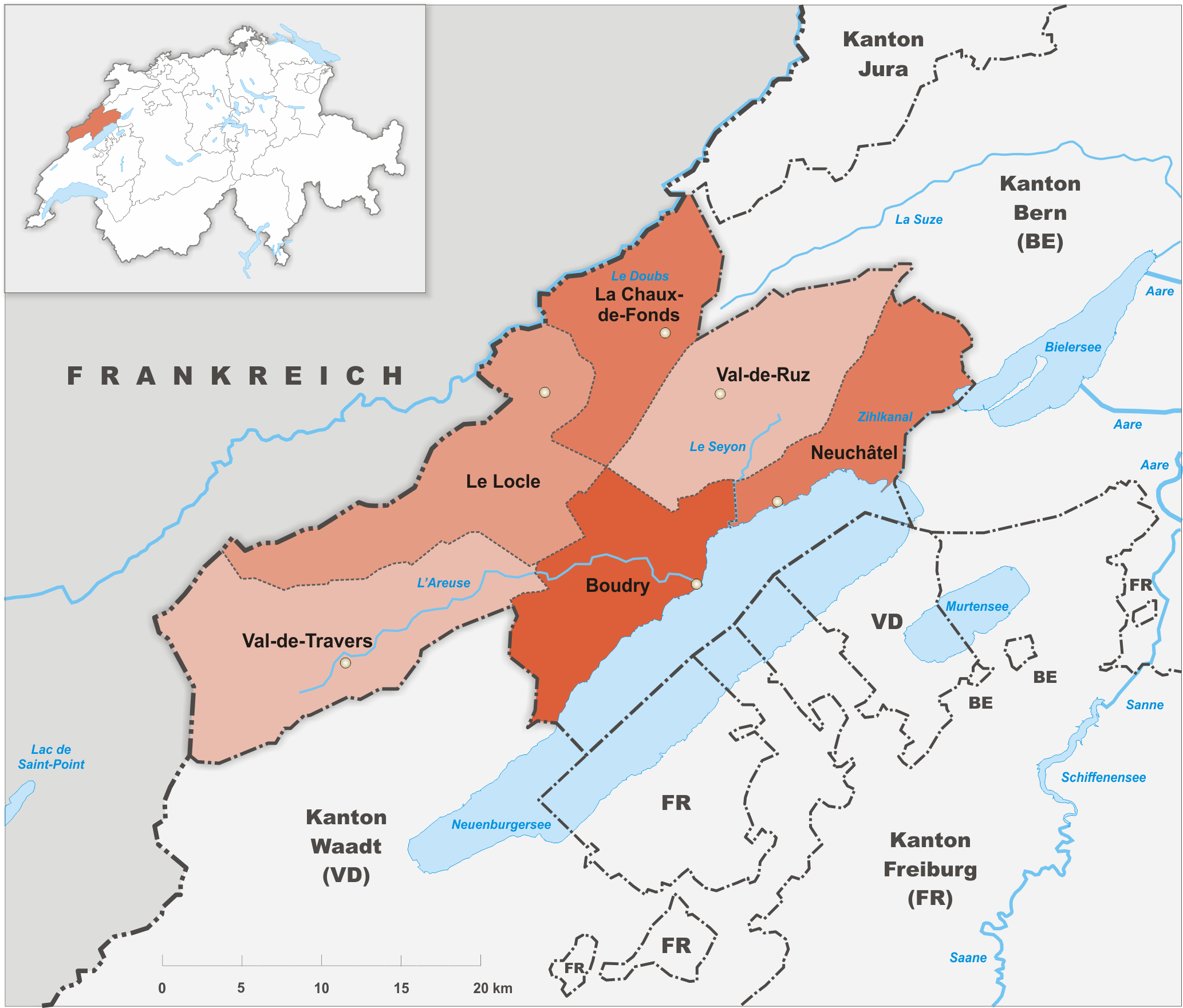
Carte du canton de Neuchâtel présentant la division en districts jusqu'au 31 décembre 2017.

Cet article présente une liste des districts du canton de Neuchâtel. Ces districts ont été supprimés le 1er janvier 2018 et remplacés par quatre régions.

## Histoire
Le 24 septembre 2017, les neuchâtelois ont voté à près de 58 % en faveur de la suppression des six districts du canton et la mise en place d'une circonscription électorale unique. Les districts disparaissent le 1er janvier 2018, en revanche les quatre régions sont maintenues et deviennent le nouvel échelon statistique intermédiaire du canton, ainsi qu'un découpage garantissant un nombre minimal de sièges au Grand Conseil pour chaque région, :
- Région Littoral ;
- Région Val-de-Ruz ;
- Région Val-de-Travers ;
- Région Montagnes.

## Liste
Jusqu'en décembre 2017, le canton de Neuchâtel comptait 6 districts. Tous ont le français pour langue officielle.
| Nom               | Chef-lieu         | N° OFS | Communes | Population (décembre 2022) | Superficie (km2) | Densité (hab./km2) |
| ----------------- | ----------------- | ------ | -------- | -------------------------- | ---------------- | ------------------ |
| Boudry            | Boudry            | B2401  | +12,     | +040 701,                  | +0105,62         | 385                |
| La Chaux-de-Fonds | La Chaux-de-Fonds | B2402  | +03,     | +039 796,                  | +0092,94         | 428                |
| Le Locle          | Le Locle          | B2403  | +07,     | +014 414,                  | +0143,7          | 100                |
| Neuchâtel         | Neuchâtel         | B2404  | +09,     | +053 744,                  | +0080,21         | 670                |
| Val-de-Ruz        | Val-de-Ruz        | B2405  | +02,     | +017 411,                  | +0128,02         | 136                |
| Val-de-Travers    | Val-de-Travers    | B2406  | +03,     | +011 898,                  | +0166,44         | 71                 |
| Total             | Total             | Total  | +35,     | +176 571,                  | +0802,93         | 220                |

Le canton s'étend également sur une partie des lacs de Bienne (0,52 km²) et de Neuchâtel (85,48 km²) qui n'appartiennent à aucun district (ni aucune commune). Ces surfaces sont comprises dans le total de superficie du canton.